# Медведева, Полина Владимировна
Полина Владимировна Медве́дева (род. 29 сентября 1960) — советская и российская актриса театра и кино, театральный режиссёр. Заслуженная артистка РФ (1998).

## Биография
Полина Медведева родом из Львова, окончила Белорусское хореографическое училище; в 1977 году поступила в Школу-студию МХАТ (курс Олега Ефремова), которую окончила в 1982 году. Дипломный спектакль «Дни Турбиных» (постановка Николая Скорика), в котором одни из лучших своих ролей также сыграли Дмитрий Брусникин, Александр Феклистов, Елена Майорова и Роман Козак, вошёл в репертуар театра.
В 1985 году была принята в труппу Московского Художественного театра, после его раздела в 1987 году стала актрисой МХТ им. Чехова. Играла во многих спектаклях, поставленных Олегом Ефремовым, в том числе Аню в «Вишнёвом саде» и Ирину в «Трёх сёстрах» А. П. Чехова, Софью в «Горе от ума» А. С. Грибоедова.
Одновременно Полина Медведева выступала на сцене Театра п/р Олега Табакова, где играла леди Крум в «Аркадии» Т. Стоппарда, Сибиллу «Синхрон» Т. Хюрлимана и Кору Талл в спектакле «Когда я умирала» по песе У. Фолкнера, Анну в пьесе Д. Элдриджа «Под небом голубым».
В Мастерской Петра Фоменко Медведева играла Тетушку в «Гедде Габлер» Г. Ибсена.
В кино Полина Медведева дебютировала в 1978 году, сыграв школьницу Клаву в фильме И. Добролюбова «Расписание на послезавтра».
В последние годы ушла из МХТ и работает как режиссёр.

## Творчество

### Театральные работы
МХАТ и МХТ им. Чехова
- 1972 — «Валентин и Валентина» М. Рощина. Постановка О. Ефремова — Валентина (ввод)
- 1975 — «Эшелон» М. Рощина — Катя (ввод)
- 1982 — «Дни Турбиных» М. Булгакова — Елена
- 1983 — «Бал при свечах» по мотивам романа М. Булгакова «Мастер и Маргарита». Постановка В. Прудкина — Маргарита (ввод)
- 1987 — «Кроткая» по Ф. М. Достоевскому. Постановка Л. Додина — Она (ввод)
- 1987 — «Перламутровая Зинаида[4]» М. Рощина. Постановка О. Ефремова — Сюзанна
- 1988 — «Московский хор» Л. Петрушевской. Постановка О. Ефремова — Оля
- 1989 — «Вишнёвый сад» А. П. Чехова. Постановка О. Ефремова — Аня
- 1991 — «Олень и шалашовка» А. Солженицына. Постановка О. Ефремова — Соймина
- 1992 — «Горе от ума» А. С. Грибоедова. Постановка О. Ефремова — Софья Павловна
- 1994 — «Новый американец» С. Довлатова. Постановка П. Штейна — Лена
- 1995 — «Маскарад» М. Ю. Лермонтова. Постановка Н. Шейко — Нина
- 1997 — «Три сестры» А. П. Чехова. Постановка О. Ефремова — Ирина
- 1998 — «Сон в летнюю ночь»[5] У. Шекспира — Титания
- 2000 — «Сирано де Бержерак»[6] — Роксана
- 2001 — «Девушки битлов»[7] С. Волынца. Постановка А. Марина — Люси
- 2001 — «Старосветские помещики» по Н. В. Гоголю. Постановка М. Карбаускиса — Пульхерия Ивановна
- 2009 — «Иванов» А. П. Чехова. Постановка Ю. Бутусова — Зинаида Савишна Лебедева
- 2011 — «Письмовник» М. Шишкина. Постановка М. Брусникиной — мать Саши
- 2012 — «Каренин» В. Сигарева по мотивам романа Л. Толстого «Анна Каренина». Постановка В. Мейкшанса — Лидия Ивановна
- 2012 — «Жаворонок» Ж. Ануя — Кошон
- 2012 — «Свидетель обвинения» А. Кристи. Постановка Мари-Луиз Бишофберже — Джанет Маккензи
- 2013 — «Удивительное путешествие кролика Эдварда» Кейт ДиКамилло. Постановка Г. Черепанова — Пелегрина и Реставратор кукол Люциана Кларк

Театра п/р Олега Табакова
- «Аркадия» Т. Стоппарда — Леди Крум
- «Синхрон» Т. Хюрлимана — Сибилла
- «Когда я умирала» У. Фолкнера — Кора Талл, соседка Адди
- «Под небом голубым» Д. Элдриджа — Анна

Мастерской Петра Фоменко
- 2004 — «Гедда Габлер» по Г. Ибсену. Постановка М. Карбаускиса — Тетя Юли[8]

### Режиссёрские работы
- 2009 — «Одинокие» по пьесе Г. Гауптмана на Новой сцене МХТ им. А. П. Чехова.[9]
- 2016 — «Дневник последнего дня» по пьесе Ольги Погодиной-Кузминой «Сердце Нижинского. Хроники апокалипсиса» на Камерной сцене в Киевском Театре им. Ивана Франко — совместный украино-израильский проект.[10]
- 2017 — «Привидения» по пьесе Г. Ибсена в Киевской мастерской театрального искусства «Созвездие».[11]
- 2019 — «Снег в апреле», инсценировка Полины Медведевой по повести Теннесси Уильямса «Римская весна миссис Стоун» в Киевском академическом Театре на Подоле.
- 2021 — «Убить нельзя расстаться», по пьесе Даниэля Глаттауэра «Волшебное упражнение» в Киевском академическом Театре на Подоле.
- 2024 — «Швейцария» Джоанны Мюррей-Смит, Киевский академический театр на Подоле

### Работы на телевидении
- 1983 — «Героини пьес Островского» (телеспектакль) — Полина и Лариса («Бесприданница»)
- 1984 — «Повести Белкина. Метель» А. С. Пушкина (телеспектакль). Режиссёр П. Фоменко — Марья Гавриловна (главная роль)-
- 1995 — «Мечтательница» по мотивам повести Ф. М. Достоевского «Неточка Незванова» (телеспектакль)

### Фильмография
- 1978 — Расписание на послезавтра — Клава
- 1983 — Человек из страны Грин — Элли, младшая дочь Футроза
- 1983 — Среди тысячи дорог — Вероника Веснина (главная роль)
- 1985 — Перед самим собой — Фанни
- 1987 — На исходе ночи (Im Morgengrauen — СССР, ГДР) — Эмма
- 1988 — Когда наступит день — Полина
- 1989 — Чаша терпения (в титрах: Н.Медведева)
- 1991 — Портрет мадемуазель Таржи — Клерета
- 1992 — Милостивые государи — Мария Денисовна
- 2002 — За кулисами — Виолетта Сокольская
- 2006 — Врачебная тайна — Людмила Брагинская
- 2008 — Управа — Маша